# 佐賀県立杵島商業高等学校
佐賀県立杵島商業高等学校（さがけんりつ きしましょうぎょうこうとうがっこう Saga Prefectural Kishima Commercial High School）は、かつて佐賀県杵島郡大町町に所在した公立の商業高等学校。
通称は「杵島商業」（きしましょうぎょう）、「杵商」（きしょう）、「杵島」（きしま）であった。
2018年（平成30年）4月、県立高校再編により、佐賀県立白石高等学校商業科キャンパスとなった。なお、杵島商業高等学校は2017年（平成29年）4月に最後に入学した生徒が卒業するまで存続し、2020年（令和2年）3月末をもって閉校した。

## 概要
歴史
1953年（昭和28年）に設置された「佐賀県立武雄高等学校大町分校」と「佐賀県立白石高等学校江北分校」の2校を前身とする。1959年（昭和34年）移管により、「佐賀県立佐賀商業高等学校杵島分校」となった後、1961年（昭和36年）に「佐賀県立杵島商業高等学校」として独立。2013年（平成25年）には創立60周年を迎えた。
県立高等学校の再編により、2018年（平成30年）4月に佐賀県立白石高等学校商業科キャンパスが設置され、杵島商業高等学校は2020年（令和2年）3月末をもって67年の歴史に幕を閉じた。
設置学科
全日制課程 2学科
- 商業科
- 情報処理科

校訓
「信・愛・熱」（1991年（平成3年）制定）
- 信 - 信用の信。偽りのない情念を持って、あらゆることに真正面から取り組み、常に相手の立場を尊重し、理性を持って物事を判断し、生涯を通じて、誠実に行動すること
- 愛 - 欲望に左右される事なく、すべてのことに心を配り優しさを持って、自ら考え行動すること
- 熱 - 進取の気性に満ちたよりよき創造者として、知性を磨き教養を豊かにするため、熱い心で物事に打ち込むこと

校章
「キ」（「きしま」の頭文字）の文字を図案化したものを背景にして、中央に「商高」の文字（縦書き）を置いている。
校歌
1964年（昭和44年）に制定。作詞は前田清馬、作曲は江口保之による。歌詞は3番まであり、歌詞中に校名は登場しない。
また、校歌とは別に「聖陵讃歌」がある。1961年（昭和36年）に制定。作詞は野村徹、作曲は小池幸子による。歌詞は3番まであり、歌詞中に校名は登場しない。

## 沿革

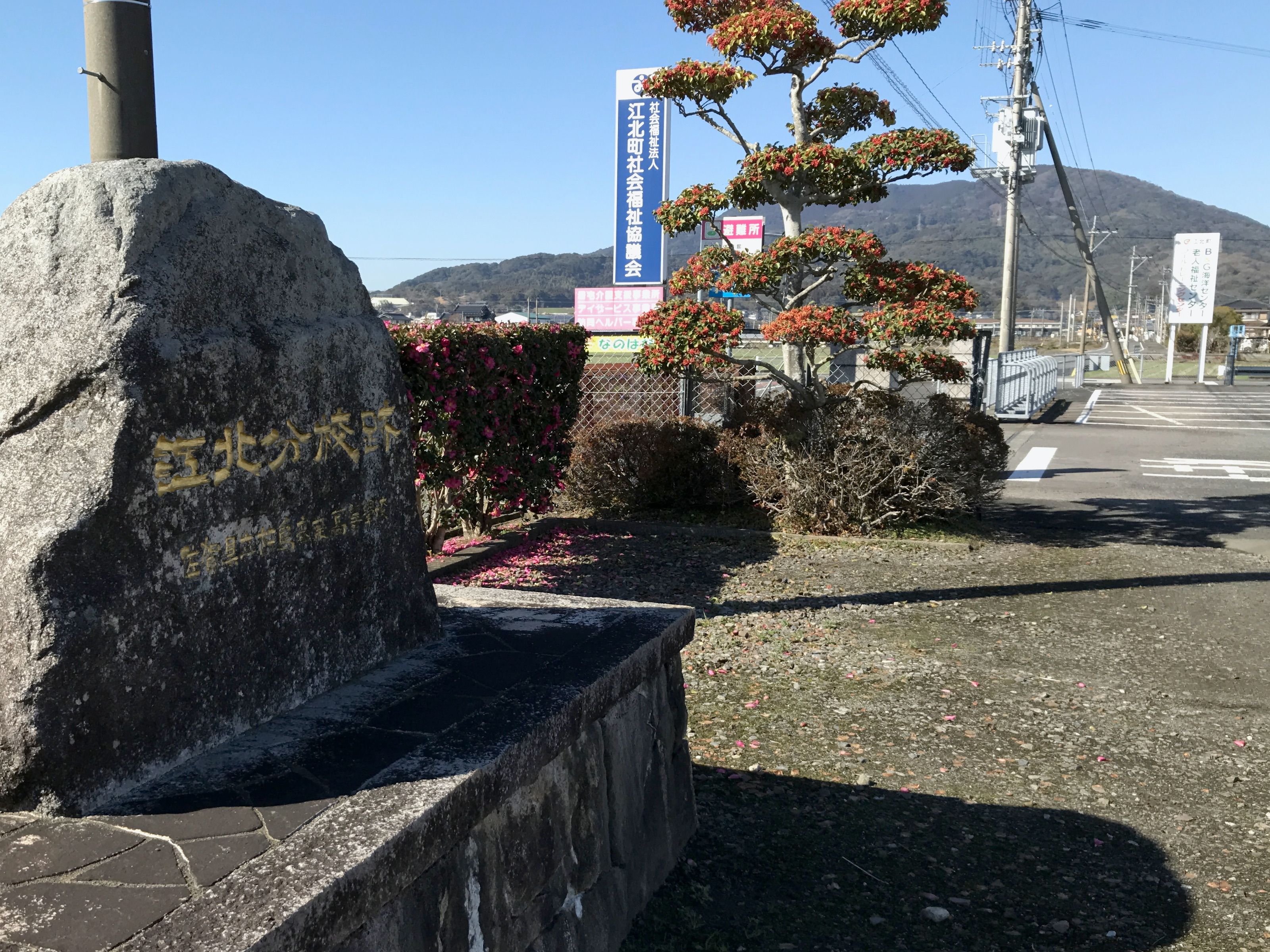
江北分校跡地の石碑（江北町山口）

- 1953年（昭和28年）4月1日 - 以下の分校2校が設置される。
  - 「佐賀県立武雄高等学校 大町分校」（定時制、夜間 普通課程50名・夜間 商業課程50名、4年制）
  - 「佐賀県立白石高等学校 江北分校」（定時制、昼間 家庭課程50名・夜間 普通課程50名、4年制）
- 1955年（昭和32年）12月6日 - 大町町、江北町議会において、両分校を統合の上、杵島高等学校を設置する旨が決議される。
- 1959年（昭和34年）
  - 4月1日 - 江北分校の夜間普通課程を廃止。
  - 9月1日 - 上記の分校2校が佐賀県立佐賀商業高等学校に移管される。当面の間、1分校2校舎体制をとる。
    - 「佐賀県立佐賀商業高等学校 杵島分校 大町校舎」
    - 「佐賀県立佐賀商業高等学校 杵島分校 江北校舎」
- 1960年（昭和35年）
  - 4月1日 - 夜間普通課程を廃止し、定時制昼間商業課程を設置。
    - この時の入学生から1学年あたり、昼間100名（商業50名・家庭50名）・夜間50名（商業のみ）、計150名となる。

  - 4月20日 - 大町町大字大町に統合校舎が完成。
  - 4月21日 - 大町校舎と江北校舎を閉鎖し、新校舎に移転を完了。
  - 4月23日 - 授業を開始。この日を開校記念日とする。
  - 4月25日 - 開校式を挙行。
- 1961年（昭和36年）
  - 4月1日 - 佐賀県立佐賀商業高等学校から分離の上、定時制「佐賀県立杵島商業高等学校」として独立。
    - 家庭課程の募集を停止。この時の入学生の定員は昼間100名（商業のみ）、夜間50名（商業のみ）50名、計150名となる。

  - 12月 - 聖陵賛歌を制定。
- 1962年（昭和37年）4月1日 - 定時制課程の募集を停止し、全日制課程に転換。1学級55名で募集定員を165名(3学級)とする。
- 1963年（昭和38年）
  - 4月1日 - 募集定員を275名(5学級)とする。
  - この年 - 全国高等学校定時制通信制軟式野球大会で西九州代表として出場
- 1964年（昭和39年）4月1日 - 募集定員を330名(6学級)とする。1学年6学級が最大となる。
- 1965年（昭和40年）
  - 3月31日 - 定時制課程を廃止。
  - この年 - 在籍者数が最大の963名を記録。
- 1969年（昭和44年）2月 - 校歌を制定。
- 1979年（昭和54年）8月10日 - 同窓会館「聖陵（せいりょう）会館」が完成。
- 1980年（昭和55年）4月1日 - 佐賀県内の高校で初めて男子制服をブレザーに改定。募集定員を1学級減じる（5学級となる）。
- 1983年（昭和58年）4月1日 - 佐賀県内の高校で初めて女子制服をブレザーに改定。
- 1989年（平成元年）3月14日 - 校舎全面改築第一期工事（特別教室棟等）が完成。
- 1990年（平成2年） 3月5日 - 校舎全面改築第二期工事（普通教室棟・管理棟）が完成。
- 1991年（平成3年）
  - 2月 - 第1回「杵の会」（卒業生を送る会）を実施。
  - 4月1日 - 情報処理科を設置（商業科4学級・情報処理科1学級）。
  - 10月 - 校訓「信・愛・熱」制定
- 1992年（平成4年） - 佐賀県内の高校で初めて海外への修学旅行を実施（中華人民共和国 上海、無錫、蘇州)。
- 1996年（平成8年）4月1日 - 制服と学生鞄を改定。
- 1997年（平成9年）2月28日 - 体育館の全面改修工事が完了。
- 2002年（平成14年）
  - 10月12日 - 創立50周年記念式典を挙行。
  - 12月4日 - 大町分校･江北分校跡に記念碑を建立。
- 2003年（平成15年）
  - 4月1日 - 商業科を1学級減じる（商業科3学級・情報処理科1学級）。
  - この年 - 修学旅行の目的地を海外（中国）から国内（北海道のスキー研修）に変更。
- 2005年（平成17年） - 商業科を1学級減じる（商業科2学級・情報処理科1学級）。
- 2010年（平成22年） - 生徒の運営によるオンラインショッピングモール「学美舎」を開設。
- 2018年（平成30年）4月1日 - 県立高校の再編による統合で「佐賀県立白石高等学校商業科キャンパス」が設置される。
  - 杵島商業高等学校としての商業科・情報処理科の募集を停止。
  - 2017年（平成29年）4月入学生が卒業するまで、杵島商業高等学校は存続される（白石高校商業科と併置の形をとる）。
- 2020年（令和2年）3月31日 - 最後の卒業生（2017年（平成29年）4月入学生）を送り出し、閉校。

## 学校行事
3学期制
1学期
- 4月 - 入学式、北山研修合宿（1年生）、新入生歓迎登山
- 7月 - クラスマッチ、インターンシップ（2年生、7月下旬から8月中旬まで）
- 8月 - 体験入学（中学3年生対象）

2学期
- 9月 - 体育祭
- 10月 - 生徒会会長選挙・生徒会役員改選
- 11月 - 文化祭
- 12月 - クラスマッチ

3学期
- 1月 - 修学旅行（2年生）
- 2月 - 県立高校前期入試（推薦）、卒業生を送る「杵の会」（きねのかい）
- 3月 - 卒業式、県立高校後期入試（一般）

## 部活動
体育部
- 野球部
  - 2003年（平成15年）第76回選抜高等学校野球大会（2004年（平成16年）3月開催）で21世紀枠の推薦を受けた。
  - 2008年（平成20年）第81回選抜高等学校野球大会（2009年（平成21年）3月開催）で2回目の21世紀枠の推薦を受けたが、辞退。
- ソフトボール部
- 陸上競技部
- バスケットボール部（男・女）
- バレーボール部（女）- 新人戦などの大会でベスト4など、輝かしい成績を収めていた。
- ソフトテニス部（男・女）
- 柔道部
- 卓球部（男・女）
- ボクシング部 - 2009年（平成21年）に創部。県内3校目となる。

文化部
- ブラスバンド部 - 吹奏楽コンクールでは、毎年入賞していた。
- 情報処理部
- 新聞部
- 美術部
- 茶道・華道部
- 放送部
- 英会話部
- ビジネススキル部

その他
- JRC（日本青少年赤十字）活動は県内でも活発に活動を行っていた。

## 著名な出身者
- 福地寿樹（元プロ野球選手[2]。広島東洋カープ - 西武ライオンズ - 東京ヤクルトスワローズ）

スワローズ在籍時には、盗塁王のタイトルを複数回獲得した。
- 野上翔（プロボクサー、第5代日本フライ級ユース王者）

## 交通
最寄りのバス停留所
- 祐徳バス 「杵商高前」バス停から徒歩5分

最寄りの鉄道駅
- JR九州
  - 「江北駅」（長崎本線・佐世保線）から徒歩20分
  - 「大町駅」（佐世保線）から徒歩20分

最寄りの幹線道路
- 国道34号 「杵島商高前」交差点

## 周辺
- ミニストップ佐賀江北町店（江北町）
- セブンイレブン杵島商業高校前店
- 古賀病院（江北町）
- 大町東郵便局